# Rachid Meziane
Rachid Meziane   (Clarmont d'Alvèrnia, 10 de febrer de 1980) és un entrenador de basquetbol francès.
Del 2014 al 2021, va ser entrenador ajudant de la selecció francesa femenina dirigida per Valérie Garnier que va ser medalla de plata a l'Eurocopa de 2015.
El gener de 2022 va ser nomenat segon entrenador de Valéry Demory de la selecció femenina de Bèlgica però el novembre de 2022, després de la destitució de Demory arran dels resultats decebedors al Campionat del Món celebrat a Austràlia, Meziane va convertir-se en el primer entrenador de la selecció.
Com a tal, Meziane va menar la selecció belga a guanyar el Campionat d'Europa de bàsquet femení de 2023 en vèncer a la final 58-64 a la selecció espanyola.